# Alsinidendron obovatum
Alsinidendron obovatum là một loài thực vật có hoa thuộc họ carnation, Caryophyllaceae. Đây là loài đặc hữu của lowland moist forests ở Hawaiʻi. Chúng hiện đang bị đe dọa vì mất môi trường sống.

## Hình ảnh

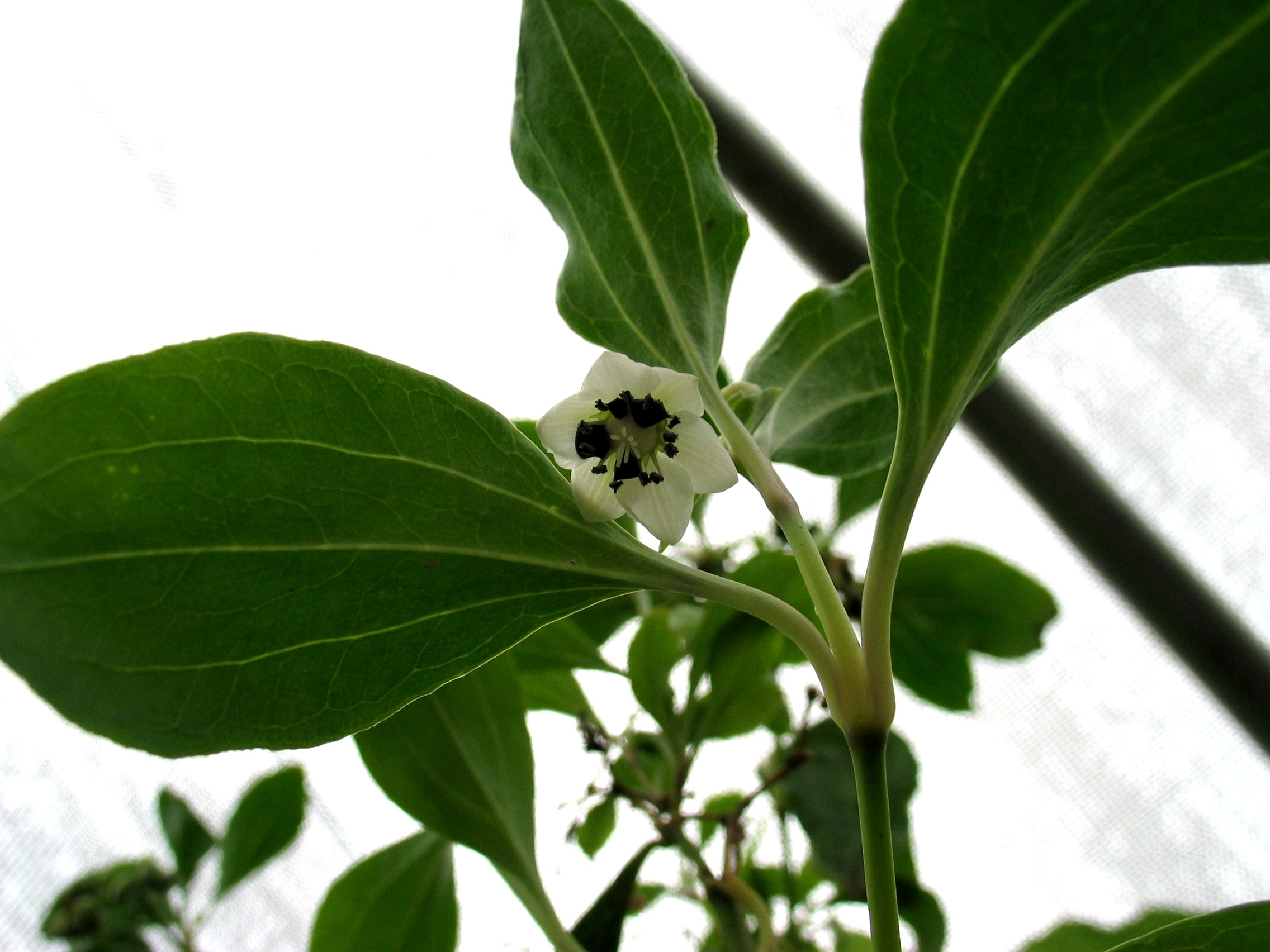
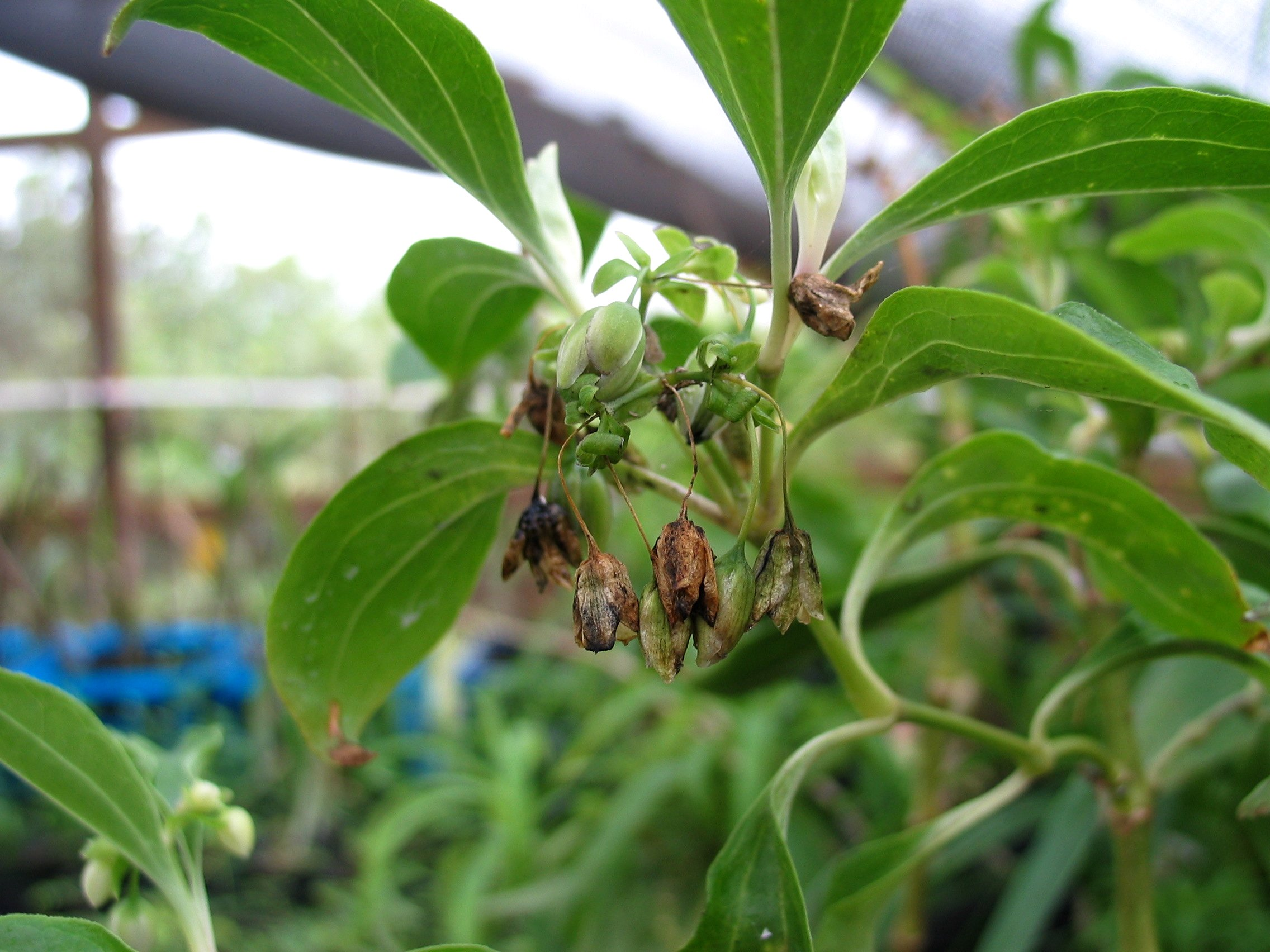
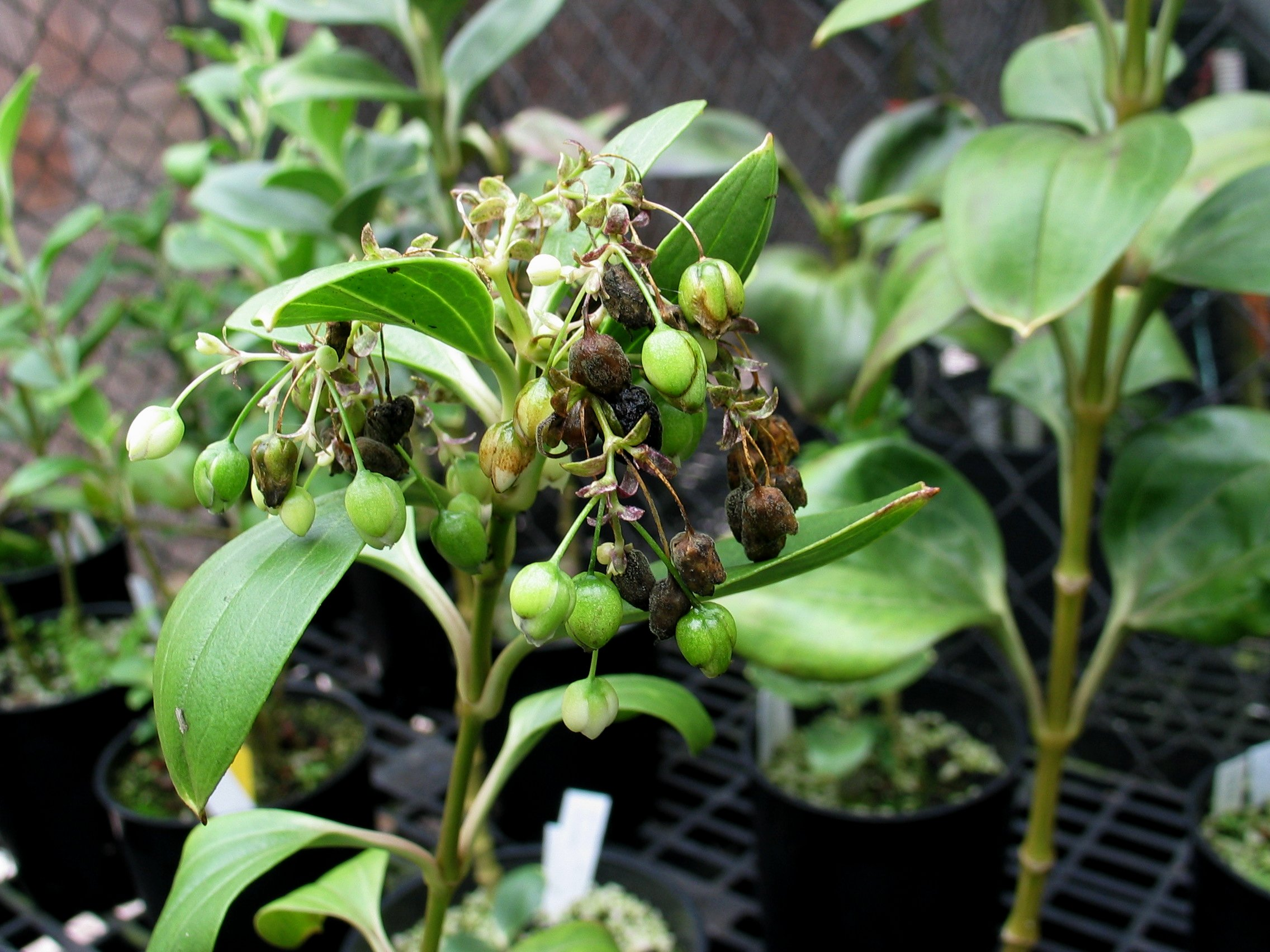
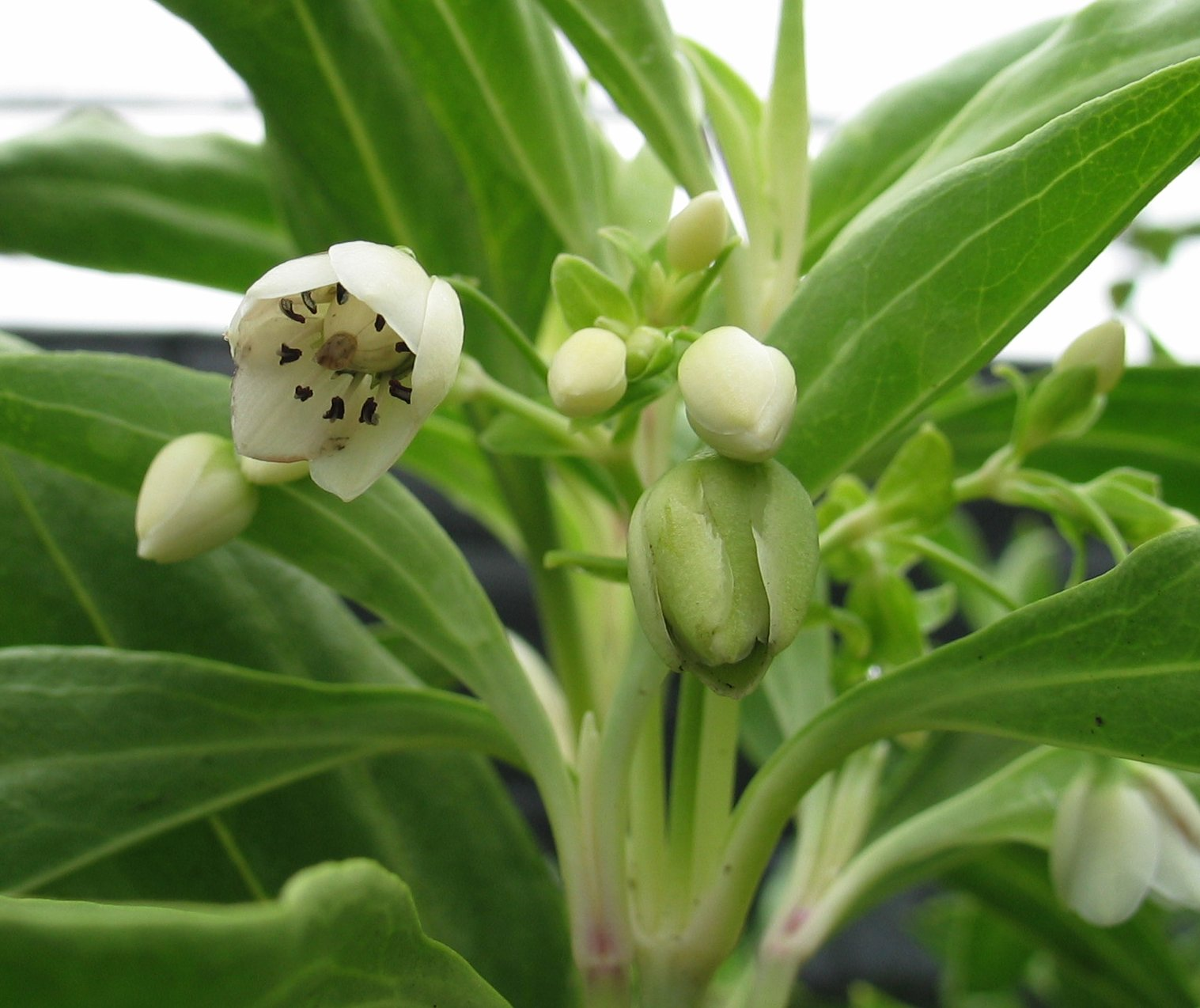